# 史蒂夫·富勒
史蒂夫·威廉·富勒（英語：Steve William Fuller，1959年7月12日—）是一位美国社会哲学家，主要学术领域为科学技术学，在社会认识论、学术自由、智能设计、超人类主义等理论领域发表过文章，主要作品有《科学的统治：开放社会的意识形态与未来》（The governance of science: ideology and the future of the open society）、《智识生活社会学》（The sociology of intellectual life: the career of the mind in and around the academy）等。